# История на анархическия печат в България
За първи, макар и неформални представители на анархистическата преса, Федерация на анархистите в България посочват издаваните от Христо Ботев в Румъния революционни вестници: „Дума на българските емигранти“, „Независимост“ и „Знаме“. Федерацията на анархистите се основава на политическите убеждения на Ботев, които той недвусмислено демонстрира в десетки свои статии. Този факт не променя общата национал-революционна насоченост на изданията.

## 1894 – 1932
- Първият вестник, в който открито се пропагандира анархизмът, е излизалият през 1894 г. в Пловдив вестник „Борба“ с редактор Димитър Бойкинов. За този вестник се знае твърде малко. Не е известно в какъв тираж е излизал и колко броя са били отпечатани от него.
- През 1898 г., в Женева (Швейцария) излиза един брой на вестник „Отмъщение“. Негов редактор е Петър Манджуков. Вестникът е отпечатан нелегално. Обявява се като орган на „Македонския революционен комитет“. Самият вестник е дело на групата анархисти от т.нар. „Женевска група“ (Македонски таен революционен комитет), в която освен Петър Манджуков (революционер), са влизали още Михаил Герджиков, Светослав Мерджанов, Петър Соколов, Димо Николов и др. На „Отмъщение“ е сътрудничил и писателят Георги Стаматов, без самият той да е член на групата.
- През същата година излиза и друг вестник на този кръжок, наричащ се „Глас на Македонския таен революционен комитет“. Негов редактор е Михаил Герджиков. Част от тиража на двата вестника е разпространен сред българските студенти в Швейцария, но повечето екземпляри са пренесени по канали в България и намиращата се под османска власт Македония.
- В периода до 1907 г. в България са издадени два анархистки вестника, които също излизат само с първия си брой и в ограничен тираж. Това са излезлият през месец май 1901 г. в София вестник „Анархия“ и отпечатаният във Видин в-к „Свободна мисъл“.
- През 1907 г. под редакцията на Михаил Герджиков излиза вестник „Свободно общество“. От него са отпечатани два броя, като вторият брой излиза нелегално, тъй като вестникът е официално забранен от властите заради новия тогава „Закон против анархистите“. Сътрудници на изданиято са Никола Стойнов, Буйнов, Блъсков и най-вероятно Върбан Килифарски.

- След спирането на „Свободно общество“, Върбан Килифарски започва да издава вестник „Безвластие“, който излиза регулярно до 1911 г. Печата се първоначално в София, а впоследствие и в Разград.
В същия период от време в Бургас „Бургаската толстоистка комуна“ издава бюлетина „Възраждане“. Редактор е братът на Върбан Килифарски – Христо Килифарски.
- От 1910 до 1912 г. в София излиза вестник на младежите-анархисти, наречен „Ученическа пробуда“.
- През 1912 г. Михаил Герджиков започва да издава вестник „Пробуда“, самоопределящ се като „социаланархистически лист“. От януари 1912 г. до септември 1914 г. от него излизат 23 броя. В тях се отделя внимание както на социалните проблеми, засягащи бедните и трудещите се, така и на международното положение, развитието на свободните училища, културата и изкуството.
- През 1914 г. в Русе излиза безвластническото списание „Освобождение“.
- За периода 1914 – 1915 г. в София са отпечатани няколко броя на вестник „Работническа мисъл“, който е забранен и спрян непосредствено след като България се включва в Първата световна война. Първоначално „Работническа мисъл“ се определя като „самосиндикалистки“, а впоследствие, след възстановяването му през 1919 – 1920 г. и като „революционно-синдикалистки“.
- През юли 1919 г., под редакцията на Михаил Герджиков, започва издаването на вестник „Пробуда“, който е и официален орган на създадената през юни същата година в София Федерация на анархо-комунистите в България (ФАКБ). Само първият брой е отпечатан легално и все още не е уточнено колко общо броя са излезли. Според спомените на Георги Жечев, който сменя Герджиков като редактор на вестника, до есента на 1919 г. са излезли 19 броя. Тъй като е бил периодично изземан и унищожаван от властта, от него няма запазени броеве. Линията на „Пробуда“ е пропагандата на социален и революционен анархизъм.
- През лятото на 1920 г. Георги Шейтанов издава три нелегални броя на вестник „Бунт“. Вестникът излиза в ограничен тираж и също е унищожаван от „органите на реда“. Днес може да бъде видян единствено на микрофилм, намиращ се в Национална библиотека „Св. св. Кирил и Методий“ в София. Не изяснено и къде е ставало неговото отпечатване. Според едни източници той е бил отпечатван в Лясковец, според други в Нова Загора.
- През същата 1920 г. във Враца излиза безвластническото списание „Голгота“. В Бургас вестник „Комуна“. В Кюстендил списанието „Анархист“.
- В периода 1920 – 1921 г., под редакцията на Георги Жечев, излиза вестник „Анархист“. Отпечатването му е ставало нелегално в София и изданието е трибуна на нелегалните анархисти около Васил Икономов.
- В края на 1921 г. в Русе излиза безвластнически вестник, третиращ проблемите на свободното възпитание – „Свободно училище“.
- В периода 1921 – 1923 г., под редакцията на Петър Христов, е възобновено издаването на „Работническа мисъл“, този път като анархо-комунистическо списание. То се явява и основен орган на ФАКБ, като използва голямо количество преводни материали на големите теоретици на анархизма – Малатеста, Пьотър Кропоткин, Рудолф Рокер, Себастиан Фор и др.
- През 1921 – 1923 г. в София излиза анархистическият вестник „Пурпур“.
- В периода май-декември 1923 г. в Чикаго (Илинойс, САЩ), под редакцията на Никола Радивоев и Никола Стоянов, е отпечатан анархо-синдикалисткия вестник „Работническа мисъл“. Излизат 8 броя. Вестникът е орган на българските работници, членуващи в американския анархистически синдикат на индустриалните работници (IWW). Излиза на няколко езика. Негов наследник и продължител се явява излизалия отново в Чикаго, от януари до юли 1924 г., под редакцията на Никола Радивоев, вестник „Индустриален работник“. От него са издадени 13 броя.
- В периода 1923 – 1924 г. в София излиза теоретичното списание „Свободно общество“. Негови редактори са последователно Георги Жечев, Антон Кутев и Александър Сапунджиев.
- Списанието „Буревестник“ излиза в Русе в периода 1923 – 1924 г. под редакцията на анархиста Владимир Георгиев и от него са отпечатани 5 броя. Списанието яростно разобличава извършителите на кървавите престъпления в Ямбол от март 1923 г., когато са убити 32 анархисти.
- От ноември 1923 г. до януари 1924 г. в София излизат 4 броя на анархо-комунистическия вестник „Протест“.
- През февруари 1924 г. в София, под редакцията на Кирил Радев, започва издаването на „анархо-комунистически вестник за социална правда“, наречен „Зов“. От него излизат 3 броя до забраната му през март 1924 г.
- В Казанлък през март 1924 г. излиза единственият брой на литературно-анархистическото списание „Еделвайс“'.
- От юли до септември 1924 г. в София, под редакцията на Жак Натан, излиза списание „Свободна мисъл“, което се явява трибуна на еврейските анархисти в България. Излиза в 4 броя. Списанието съдържа множество социално-политически статии, а също така стихове, хроники и съобщения. Негов пряк наследник се явява издаваният през септември-ноември същата година вестник „Свободни хора“ (4 броя). Отговорен редактор е Буко Пити. Изданието превежда материали на Пьотър Кропоткин, Горки, Лебедев и др.
- От януари 1924 г. до януари 1925 г. в София, под редакцията на поета Гео Милев, излиза списание Пламък. Излизат 3 годишнини, с по десет книжки първата година и по 11 останалите две. Списанието съществува с финансовата помощ на анархиста Георги Шейтанов и Федерацията на анархо-комунистите. В „Пламък“ списват още и писатели и поети като Христо Ясенов, Ламар, Николай Хрелков и др. Освен това в него са публикувани рецензии към редица книги, между които „Етика“ на Пьотър Кропоткин и „Психология на анархиста-социалист“ от професор А. Амон. На страниците на списанието са публикувани статии и стихове от Георги Шейтанов.

- От декември 1924 г. до януари 1925 г. излизат в София, под редакцията на безвластникът Христо Табаков, 8 броя на вестник „Свободно дело“. Линията на вестника е в подкрепа на „Единния фронт“ между анархисти, комунисти и земеделци, насочен срещу сговористкото правителство на Александър Цанков.
- През 1924 – 1925 г. излиза вестник „Безвластие“, издаден във Велико Търново от анархистическата група „Безвластие“ и редактор Георги Шейтанов. От този вестник са се запазили само 3 броя, които могат да бъдат видени на микрофилм в Национална библиотека „Св. св. Кирил и Методий“ в София.
- Списание „Пурпур“ излиза в 3 броя през 1926 г. в Русе. То се явява „месечно анархо-комунистическо списание за литература, критика и обществени въпроси“. Негов редактор е анархистът Г. Иванов. Заради 3-ти брой на списанието редакторът му е арестуван, а „Пурпур“ е иззет и унищожен.
- В периода юни 1926 – май 1927 г. в София излиза поредицата на „месечно литературно и обществено-научно списание“ „Начало“. То е в 3 годишнини и от него са отпечатани 21 броя. Освен авторски, списанието пуска и преводни материали на Бакунин, Кропоткин, М. Нетлау, Елизе Реклю и др. Редактор е Д. Иванов, а сътрудници са писателите и общественици Антон Страшимиров, Ламар, Здравко Сребров, д-р Константин Кантарев, Димитър Косев и др.
  - В периода 1926 – 1938 г. много български анархисти участват като организатори и в дейността на въздържателните дружества. Вестниците „Младежки зов“, „Трезва мисъл“ и „Устрем“ стават проводници на анархистки идеи. Печатани са в София и Пловдив.
- Вестник „Свободен работник“ излиза от април 1927 до юни 1928 г. Печатан е в София и от него излизат 49 броя. Негови редактори са Христо Табаков и Георги Ковачев, след арестуването на първия.

- В периода 1926 – 1928 г. в България и чужбина са издадени безвластническите вестници: „Работнически защитник“ (1926, Чикаго, САЩ); „Пробуда“ (1927, Стара Загора); „Безвластие“ (1927, Буенос Айрес, Аржентина). От тези вестници не са запазени броеве. Изключение прави само намиращият се в Националната библиотека бр.3 на „Безвластие“, посветен изцяло на делото срещу Сако и Ванцети – (възпоменателна статия в „Свободна Мисъл“ от 2009 г.).
- В Русе, под редакцията на анархиста Панайот Чивиков, в периода март-април 1928 г., излизат 6 броя на вестник „Свободна младеж“.
- В периода ноември 1928 – декември 1929 г. в София, под редакцията на Георги Николов, излиза студентският анархистически вестник „Студентско единство“ (2 годишнини с отпечатани 9 броя). Редактори и сътрудници на вестника са още Стефан Атанасов, Димитър Бешев и Георги Крънзов.
- От декември 1928 до февруари 1929 г. във Враца, под редакцията на Т. Бучински, излиза месечното литературно и научно анархистическо списание „Набат“. От него са издадени 3 броя и в тях са поместени статии от български и чуждестранни безвластници, биографии, културни прегледи и книгопис.
- В същия период (1928 – 1929 г.) в София са отпечатани анархистическото списание „Обзор“ и вестник „Простори“.
- Списание „Новис“ е издадено в 14 броя (2 годишнини) в София в периода октомври 1929 – януари 1932 г. Негов редактор е писателят Лалю Маринов – Ламар. Списанието ратува да се превърне в трибуна за новата култура в България. В него са отпечатани посмъртна статия на Георги Шейтанов (анархист), стихове на Александър Блок, статии на Иля Еренбург и др.<
- От март до септември 1929 г. в София излизат 4 броя на месечното обществено-политическо и научно списание „Труд и мисъл“. Негов редактор е Д. Георгиев. Списанието помества статии на големите теоретици на анархизма Ерико Малатеста и Луиджи Фабри, а също така критикува методите на управление използвани в Съветска Русия и тамошните преследвания срещу анархистите.

## Издания на анархо-синдикалистите в България
В периода 1929 – 1934 г. представителите на българския Анархо-синдикализъм също поддържат свои печатни издания.
- От 1 до 12 януари 1929 г. в София, под редакцията на Михаил Ганев, излизат 5 броя от „синдикалния лист за организация и просвета „Работник“. Негов идеен продължител се явява вестник „Работник“, който излиза в 4 годишнини, с последователни редактори Коста Даскалов, Пано Василев, Георги Енев, Генчо Димитров и Велко Стоянов (Зидаря). Интересен факт е, че бр. 20 от 1932 г. е отпечатан на международния език Есперанто. Броят излиза под редакцията на анархо-синдикалиста и есперантист Никола Младенов. Вестникът непрекъснато е преследван, цензуриран и конфискуван.
- Друг вестник с анархо-синдикалистка насоченост – „Работнически глас“ – е издавания в София, в периода юли 1929 – юни 1930 г. и под редакцията на литературния критик Димитър Панов. В списването и редактирането му участват още анархистите Кръстю Йорданов, Велко Стоянов (Зидаря), д-р Константин Кантарев и Методи Николов.
- През 1930 г. във Велико Търново и под редакцията на Иван Чантов излиза един брой на анархо-синдикалисткото списание „Федералист“. В този брой са публикувани материали на Рудолф Рокер и Пано Василев. Списанието популяризира принципите на федерализма сред работниците и пропагандира създаването на селски кооперативни дружества и Обща федерация на труда.

## 1933 – 1947
- Пак в София в периода септември 1930 – март 1935 г. и под редакцията на Г. Жечев излиза „седмичник за култура, свобода и благосъстояние“ „Мисъл и воля“. Той излиза в 5 годишнини и съдържа 149 броя. Списанието печата статии на български и чуждестранни автори като между тях се открояват имената на Франсиско Ферер, Жан Грав, Пьотър Кропоткин, Себастиан Фор, Лев Толстой и др. Списанието е разделено на рубрики: „Книги“; „Хроника“; „Исторически календар“; „Енциклопедия“ и „Бележник“.
- В периода от май 1930 г. до октомври 1933 г. в София (в 5 годишнини), под редакцията на Г. Христов, излиза органът на анархистическата „Българска общонародна студентска федерация“ (БОНСФ). Редактори и сътрудници на вестника през годините са студентите-анархисти: Тачо Тачев, Кирил Емануилов, Теню Караиванов и Иван Въгленов. Тъй като от самото му създаване изданието е било подлагано на непрекъснато преследване, цензура и конфискации, отпечатването му се осъществява в различни печатници: „В. Иванов“; „Нов път“; „Култура“; „Ново изкуство“ и „Посредник“. Вестникът е с ярко изразена антиправителствена, антифашистка и антисъветска насоченост.
- В периода февруари 1931 г. до март 1933 г. в Хасково излиза вестник „Власовден“, който се явява орган на Околийската земеделска професионална федерация „Власовден“. Вестникът излиза в 3 годишнини и общо 38 броя. Негов редактор е анархистът Панайот Манахилов. Печатан е в хасковската печатница „Чикаго“. „Власовден“ отстоява принципите на коопериране на земеделските стопани, намаляване на данъците, разтуряне на картелите, безплатна медицинска помощ, автономия на общините, приравняване на цените на индустриалните стоки със земеделските, даване на пенсии на възрастни земеделски стопани и др. Статиите му са освен това и с ясно изразена антипартийна и антимилитаристическа насоченост.
- От 26 април до 27 декември 1931 г. в София излиза единствения изцяло хумористичен анархистически вестник „Дармадан“. От него са отпечатани 36 броя. Печатан е в печатницата „Задружен труд“ в София. Негови редактори и сътрудници са: Чичо Йовко, Гьорче Самоковски, Теньо Бербата и Дервишоглу (вероятно псевдоними).
- От юни 1932 г. в София, под редакцията на Петър Букурещлиев, излиза „вестник за свободно устройство на живота „Пробуждане“. Той излиза в 3 годишнини до март 1934 г. От него са осъществени около 50 броя. Първоначално вестникът следва линията на ФАКБ, но постепенно преминава към синдикалистки и платформистки позиции. Системно е конфискуван и изземан от властите. В течение на годините негови редактори са Г. Йорданов, Христо Тодоров и Христо Николов.
- В Хасково, в периода октомври 1931 – март 1932 г., излизат 7 броя на двуседмичникът за „литература, критика и обществени въпроси в светлината на правдата и свободата“, вестник „Идеи“. Негов редактор е известният хасковски анархист и литературен критик Делчо Василев (Игнас, Бохема). Вестникът набляга на статии, посветени на литературата, изкуството и свободното възпитание. В него се публикуват и материали, насочени срещу задължителната военна служба.
- На 1 март 1932 г., под редакцията на Ст. Ангелов, излиза в София „Бюлетин на Федерацията на работниците и селяните в България“. Бюлетинът е изразител на платформистката тенденция (Аршинов-Махно) в българското анархистическо движение.
- От 1 април 1932 г. до 23 март 1934 г. в София излизат 5 броя на двуседмичния „орган на пролетарските свободомислещи“, вестник „Свободомислещ“. Редактор е безвластникът Асен Хранов. Вестникът е със силно изразена антирелигиозна и антиклерикална насоченост. Като сътрудници на този вестник освен анархисти се включват и комунисти.
  - Органът на ФАКБ – вестник „Работническа мисъл“ – е възобновен в София на 16 октомври 1932 г. Печатан е в 2 годишнини до 15 юни 1934 г. Излезли от печат има 80 броя. Редактори са последователно Александър Сапунджиев, Христо К. Йорданов, Е. Цветков, Васил Тодоров (Народа) и Панайот Чивиков. Вестникът влиза в сериозна полемика със синдикалистките издания като „Мисъл и Дейност“ и „Пробуждане“. Освен това той има ярко изразени антифашистка, антиболшевишка и антимилитаристическа насоченост.
- Списание „Свободно общество“, което излиза в 7 броя в периода ноември 1932 – февруари 1934 г., се явява теоретичен орган на Федерациятата на анархо-комунистите в България. Негови редактори са К. Емануилов, П. Лозанов и П. Иванов. Това списание също влиза в остра полемика със синдикалистките-платформистки анархистки издания като „Мисъл и Дейност“ и „Пробуждане“. Освен това остро критикува от принципни позиции държавността, капиталистическата система, марксизма и болшевизма.

- Органът на федерацията на автономните работнически синдикати в България, вестник „Работническа солидарност“ излиза в 3 броя през 1933 г. Негов редактор е Велко Стоянов (Зидаря). Отпечатан е в печатница „Типограф“ в София.
  - Заради засилените репресии срещу анархистите и забраната на редица вестници и списания, някои анархисти публикуват материали в започналото да излиза през септември 1933 г. месечното списание за история и философия на медицината „Ескулап“. Негов редактор е д-р Ст. Джаков. Списанието не е чисто анархистическо и затова успява да излиза без прекъсване до декември 1940 г. От него са запазени 74 книжки.
- В периода 10 март – 20 май 1934 г. в София, под редакцията на Ал. Иванов, излизат 5 броя на вестник „Свободно училище“. Изданието публикува материали, посветени на П. Кропоткин, Франскиско Ферер, Луиза Мишел, Елизе Реклю и Върбан Килифарски. Този вестник може да бъде видян на микрофилм в Национална библиотека „Св. св. Кирил и Методий“.
- Месечното списание „Компас“ за наука, литература и изкуство излиза в 2 годишнини от октомври 1935 до октомври 1936 г., в 11 броя. Негов редактор е анархистът Георги Енев. Сътрудници на списанието са безвластниците Иван Димитров, Васил Ставрев, Димитър Даков, Вл. Ханов, Невяна Липошлшива, Василе Христу, Делчо Василев, Георги Бойчинов, Велко Стоянов (Зидаря), Витош Таджер, Георги Жечев и др. Списанието публикува редица интересни материали: ”Христо Ботев и Сергей Нечаев“, „Трагедията на Л. Толстой“, „Михаил Бакунин и Любен Каравелов“ и др.
- От декември 1935 до октомври 1936 г., под редакцията на П. Лозанов, излиза списанието „Нов свят“. Списанието е изцяло посветено на живота и дейността на Пьотър Кропоткин. Освен за него в „Нов свят“ са публикувани статии посветени на Уилям Годуин и Томас Малтус.
- През април-май 1936 г. в София, под редакцията на Ламар, излизат два броя на списание „Пробив“.
- В периода 1936 – 1938 г. в Барселона (Испания) на български език излиза циклостилното издание на бюлетина „Противофашистка Испания“. Бюлетинът препечатва материали от осведомителната служба на испанските анархистически организации CNT и FAI. Бюлетинът се списва от български анархисти-доброволци, заминали да се сражават на страната на анархистическите милиции по време на Гражданската война в Испания (1936 – 1939).
- От 1936 до 1944 г. са издадени:
  - „Рапорт на Българската конфедерация на труда“ (1936);
  - нелегалният информационен бюлетин на ФАКБ „Хляб и свобода“ (1936 – 1942) с единствен оцелял брой;
  - „Класова борба“ – анархосиндикален бюлетин;
  - теоретичното списание „Нов път“ (1936 – 1938), издавано от безвластници-емигранти в Париж (Франция).

- През октомври 1944 г. в София, под редакцията на Георги Карамихайлов, теоретичният орган на ФАКБ, вестник „Работническа мисъл“, възстановява своето съществуване. Той излиза в 3 годишнини до 5 декември 1945 г. Редактори са още П. Лозанов и Диньо Динев. „Работническа мисъл“ твърдо отстоява идеите на анархо-комунизма, остро критикува БКП и новата „народна власт“. Позицията на изданието се запазва като антикапиталистическа и антифашистка, но също така антимилитаристическа и антисъветска. Вестникът достига тираж 30 хиляди, като само липсата на хартия пречи да е повече. Милицията и Държавна сигурност системно изземват, цензурират и конфискуват вестника, а истинска паника настъпва, когато броеве от него са намерени в съветски войници от намиращите се на българска територия части на Червената армия.
- В периода ноември 1945 – февруари 1946 г. в София, под редакцията на Георги Сираков, излизат 3 годишнини на анархосиндикалисткия вестник „Работническа солидарност“. Първите два броя достигат огромния за онова време тираж от 200 хиляди броя. Като изразител на свободни анархистически и синдикалистки идеи вестникът е преследван от органите на Държавна сигурност, цензуриран и подлаган на конфискация. След неговото спиране, в периода 1946 – 1948 г. анархосиндикалистите издават нелегално циклостилните бюлетини „Информационен бюлетин“ (запазен 1 брой) и „Класова борба“ (запазени 2 броя).

- В началния период на нелегална борба срещу болшевишката диктатура българските анархо-комунисти издават 16 броя на „ФАКБ Информационен бюлетин“. Той излиза от 1946 до 1948 г. и е циклостилно издание.
- В същия период излиза и нелегалният циклостилен „Младежки бюлетин“, орган на Федерацията на анархистическата младеж (ФАМ).
- Последният анархистически легален вестник по време на диктатура на БКП в България е „Стожер“. Той излиза в София, в периода ноември 1946 – юни 1947 г., под редакцията на Димитър Добрев и от него са излезли 32 броя. Въпреки че вестникът не се афишира открито, основните му сътрудници са анархисти, един от които Георги Жечев. Заради публикации с безвластническо съдържание през 1947 г. вестникът е спрян, а броевете му конфискувани.
  - В периода 1954 – 1955 г. в Шумен, 92-годишният анархист Никола Стойнов сам списва и разпространява по кафенета и магазини своя ръкописен „Бюлетин“. От него няма запазен нито един брой.

От 1947 до 1989 г. в България няма анархистически печат. Въпреки това анархистите-емигранти в различни страни по света, издават вестници и списания, които се разпространяват в емигрантските общности, а по нелегални канали се вкарват и в България.

## 1950 – 1990
- От 1950 до 1952 г. са издадени 13 броя на „Вътрешен информационен бюлетин“, който е общ за ФАКБ и анархосиндикалистката „Задгранична българска конфедерация на труда“. Бюлетинът излиза с помощта на „Помощната комисия за българските антифашисти“ в Париж (Франция), а редактор е френският антифашист Луи Лоран. Публикува се информация от България, документи и помощи за репресираните от диктатурата на БКП анархисти, правят се постъпки пред официалните френски власти в защита на български емигранти.

- Този бюлетин е заместен от списание „Наш път“, което излиза от 1952 г. до март 1991 г. Редактор е Георги Хаджиев. Списанието излиза в 3 серии, като първата и третата са печатни, а втората е на циклостил. Печата се в Париж (Франция) и Сидни (Австралия). Към списанието са организирани и две издателства („Бележити люде“ 1962 – 1983 и „Документация и ориентация“ 1970 – 1985), които отпечатват десетки книги на безвластническа тематика. Сп. „Наш път“ поддържа линията на анархистическия комунизъм, идеите му са анархистически, антикапиталистически и антиболшевишки.
- В периода от юли 1975 до октомври 1976 г. в Германия, под редакцията на Кръстьо Павлов, излизат няколко броя на циклостилното списание „Култура“. Списанието публикува български и преводни материали и е защитник на подложените на репресии в България безвластници.
- „В защита на истината“ е бюлетин, който излиза в Париж (Франция) от 1953 до 1961 г., под редакцията на безвластника Иван Рачев. Няма сведения за това колко броя са излезли и какви статии са писани в него.
- През декември 1975 г. в Париж (Франция), под редакцията на анархиста Никола Тенджерков, започва да излиза списанието „Изток“. То се списва на български, френски, сръбски и руски език. Излиза до август 1990 г. Списанието остро критикува държавния капитализъм и съветската система.
- Отново в Париж, в периода март 1985 – март 1988 г., под редакцията на Трендафил Марулевски, излиза „Лист за вътрешна информация на изгнаниците анархисти пишещи на български език“. Изданието се осъществява на ксерокс и излиза в 13 броя.
- Бюлетинът „Анархо-комунистическа революция“ излиза в периода март 1987 до 1990 г. Той е отпечатан в 4 годишнини и от него са издадени 13 броя. Редактор е Георги Константинов. Бюлетинът публикува авторски и преводни материали с анархистическа, антикапиталистическа и антисъветска ориентираност. Публикувани са статии на Ал. Зиновиев, Георги Жечев, Ноам Чомски и др.
  - Като негов продължител през 1990 г., отново под редакцията на Г. Константинов, в Париж излизат 3 броя на вестник „Анархист“.
- Вестник „Народна воля“ започва да излиза през 1980 г. в Лондон (Великобритания). Обявява се за вестник на македонските анархисти. Негов редактор е Александър Христов. Издадени са 76 броя в 13 годишнини. Сътрудници на вестника са Илия Кехайовски, Кръстьо Енчев, Явор Петров и др. Печата се първоначално в Лондон, а след промените в България през 1989 г. в Благоевград.
- Като притурка на списание „Нов път“ през ноември 1989 г. е издаден единствен брой на вестник „Работническа мисъл“. Вестникът е посветен на падането на режима на Тодор Живков в България.
- През април 1990 г. в Париж, под редакцията на Никола Тенджерков, излиза единствен брой на вестник „Трудова мисъл“. Той е посветен на състоялата се в Казанлък национална анархистическа конференция, на която е възстановена Федерацията на анархистите в България.
- На 15 октомври 1990 г. е издаден първият брой на вестник „Свободна мисъл“, който е орган на възстановената след падането на болшевишката диктатура Федерация на анархистите в България (ФАБ). Пръв негов редактор е Христо Колев - Големия. Отговорни редактори през годините са Пламен Цолов, Трайчо Велчев, Георги Константинов и Георги Божилов. От 2006 г. вестникът излиза под редакцията на Александър Ванчев.

## 1993 – 2008
- - От май 1993 г. във Велико Търново и под редакцията на Весел Момчев излизат няколко броя на списание „Трудова мисъл“. Списанието е посветено главно на историята на българското анархистическо движение. Излиза нередовно.
  - От февруари 1991 г. излизат няколко броя информационни бюлетини „Акция“. Те са издавани от възстановената ФАМ. Организатор и издател на бюлетина е Любен Ханджиев. „Акция“ спира издаването си през 1994 г.
  - В периода 1993 – 2003 г. излизат 6 броя на издаваното от пловдивската организация на ФАБ списание „Свободно общество“. Сътрудници на списанието са Христо Бойчев, Трайчо Велчев, Желязко Петков и др.
  - От юни 2001 г. като подлистник на вестник „Свободна мисъл“ започва да излиза месечният безвластнически лист „Анархосъпротива“. Той е издание на „Автономната безвластническа група „Анархосъпротива“. Отпечатани са 36 броя до март 2004 г. Листът следи социално-икономическото положение в страната и по света. Публикуват се авторски и преводни статии на различна тематика, също така и материали, посветени на екологията, вегетарианството, алтернативната музика и изкуство и др.
  - През юли 2004 г. в Париж е отпечатан единствен брой на бюлетин „Барикада“ (ксерокс), издание на група български анархисти „Изток“, живеещи във Франция. Бюлетинът е посветен на социално-икономическите проблеми в Източна Европа и Балканите.
  - През септември 2005 г. в София излиза в един брой бюлетинът „Анархист“ (ксерокс). Зад този бюлетин стои анархистичската група „Васил Икономов“ към ФАБ. В него са публикувани материали като „Програма за радикални преобразувания в България“ и „Катехизис на революционера“ от Сергей Нечаев.
  - На 24 март 2007 г. е отпечатан единственият брой на листът „Памет“, издание на Анархистите в Карловската община. Листът е посветен на живота, делото и геройската смърт на легендарния български анархист Христо Несторов – Ицата.
  - В периода 2007 – 2008 г. от печат излизат 7 броя на безвластническия бюлетин „Катарзис“, дело на анархисти близки до групата „Анархосъпротива“ в Разград и София.